# Maximiliano Freitas
Gerardo Maximiliano Freitas Tapamiz, mais conhecido apenas como Maximiliano Freitas ou Maxi Freitas (Montevidéu, 4 de março de 1991), é um futebolista uruguaio que atua como centroavante. Atualmente joga pelo Oriente Petrolero.

## Carreira

### Juventud de Las Piedras
Maximiliano Freitas iniciou nas categorias de base do Defensor Sporting, mas depois de não ter oportunidades, ele partiu para o Juventud de Las Piedras, no Campeonato Uruguaio da Segunda Divisão de 2010–11. No ano seguinte, ele conseguiu subir com a equipe para a Primeira Divisão nacional.

### Plaza Colonia
Em meados de 2012 chegou ao Plaza Colonia para disputar novamente a Segunda Divisão do Uruguai. Lá ficou marcado por ter marcado um gol no Deportivo Maldonado aos 4 segundos de jogo. Na temporada 2014–15 ele subiu para a Primeira Divisão Uruguaia, marcando 11 gols durante a competição. No total foram 20 gols em suas 3 temporadas pelo clube.

### Argentinos Juniors
Em 2015 durante sua estada no Argentinos Juniors, ele jogou apenas 3 jogos, sendo muito criticado pelos torcedores.

### Oriente Petrolero
Em meados de 2016 chega ao Oriente Petrolero, onde rapidamente conquistou o amor da torcida devido aos seus gols. Ele jogou a Copa Sul-Americana de 2017 onde marcou dois gols contra o Deportivo Cuenca e outros dois contra o Atlético Tucumán. Com o time, conseguiu se classificar para a Copa Libertadores da América de 2018, onde marcou 3 gols em 4 jogos.

## Títulos
Plaza Colonia
- Campeonato Uruguaio – Segunda Divisão: 2014–15